# 舊旱溪
舊旱溪又名旱溪排水，是台灣中部一條河川，屬於烏溪水系，為大里溪的支流，流域分佈於台中市南部。舊旱溪原為旱溪的下游河道，因旱溪於台中市東區東信里、東門里之間人工改道注入大里溪而形成，其流量及長度均已大幅減少。

## 地理分佈
舊旱溪本流的源頭即位於上述旱溪改道處靠東信里側的引水閘門，沿旱溪原有河道向西南流，沿途納入綠川(僑泰高中附近)、柳川(復光橋東側)、土庫溪等支流後，於台中市烏日區烏日大橋下注入大里溪。舊旱溪注入大里溪後之大里溪段落亦稱為「粗溪」、即烏日大橋至筏子溪環河橋河段。後粗溪與筏子溪於環河橋(烏日區環河路三段)下合流注入烏溪。
水系主流上游則為柳川，其源流為葫蘆墩圳系統的北屯支線圳道，發源於臺中市豐原區豐田里南端靠近潭子區的「小鴛鴦汴」。北屯支線自小鴛鴦汴分流後，旋即向南流入潭子區境，大致沿山線鐵路東側流經潭子街區，至頭家厝分流出屬於梅川上游之三分埔支線圳道後，續向南流入臺中市北屯區於碧柳一巷橋下之「雷公汴」分流成兩條圳道，其中向西南流之二分埔分線即為柳川。
柳川於雷公汴分流後，向西南穿越山線鐵路、北屯路及松竹路等橋下後，沿柳楊東、西街向西南流，經新民高中、中正公園、五權國中後，再流經數個曲流進入柳川東、西路，續向西南流至忠明南路旁越鐵路後，大致沿復興路北側向西南流，過環中路轉向南穿越省道，即進入臺中市烏日區境，續沿前竹里、仁德里交界南流，於復光橋東側注入舊旱溪。

## 舊旱溪水系主要河川
- 舊旱溪：台中市烏日區、大里區、南區、東區、北區、北屯區、潭子區、豐原區
  - 土庫溪台中市烏日區、台中市中心、台中市潭子區
    - 楓樹腳溪：台中市烏日區、台中市中心、台中市潭子區
      - 麻園頭溪：台中市中心、台中市潭子區
        - 舊土庫溪：台中市中心、台中市潭子區

  - 柳川：台中市烏日區、台中市中心、台中市潭子區、豐原區
    - 梅川：台中市中心、臺中市潭子區

  - 綠川：台中市大里區、台中市市中心